# 癌症疫苗
癌症疫苗（英語：cancer vaccine）可以用來治療或預防癌症，那些用來治療已存在的癌症又被稱作治療性癌症疫苗。有些或很多疫苗是「自體」的，也就是說，它是從病人自己的身體中萃取的，所以對病人有專一性。有些研究者聲明癌化細胞有規律的產生，並隨後被免疫系統消滅。 當免疫系統無法壓抑這些癌化細胞時，腫瘤便會生成。
部份癌症的形成原因是正常細胞受到病毒的感染後產生癌化現象，例如肝癌、子宮頸癌等等。而傳統的疫苗可以預防這些病毒的感染，比如B肝疫苗、子宮頸癌疫苗等等。
科學家正在研發另一種新型疫苗，目的是用來對抗已經存在於體內的癌細胞。部份科學家認為人體平時就有癌細胞的存在，但大部份時間會被健康的免疫系統所消滅；當免疫系統失靈時，癌症因此而產生。
傳統治療癌症的方式是接受手術、化學治療和放射線療法，但化學治療和放射線治療除了能殺死癌細胞外，也可能會傷害到正常的細胞。所以目前所發展的癌症疫苗，其目的除了能治療癌症外，也將副作用降到最低，甚至無明顯副作用產生。

## 傳統疫苗
有些癌症，像是子宮頸癌和一些種類的肝細胞癌，是被致癌病毒（英語：oncoviruses）所誘發。傳統上對抗這些病毒的疫苗，像是人類乳突疫苗 和B肝疫苗，便可以防治這些癌症，這些疫苗便不在本條目中繼續討論。有些癌症也多多少少被細菌引發（像胃癌之於幽門螺桿菌），本篇也不討論這類疫苗。

## 機制
癌細胞上散佈著特殊蛋白（抗原），能刺激體內的免疫反應來對抗這些癌細胞。不同類型的癌症會在癌細胞上呈現不同的抗原。在這些抗原中，有些抗原平時不會呈現在正常的細胞上。當免疫系統中的自然殺手細胞、樹狀細胞（DC）偵測到這些特殊抗原時，就會開始對癌細胞進行清除作用，甚至進一步刺激輔助型T細胞分泌細胞激素，間接強化毒殺型T淋巴球（CTL）對癌細胞的攻擊力。

## 製作方法
一種用來製作癌症疫苗的方式便是將癌症細胞的蛋白提煉出來，並利用他們形成抗原來免疫病人，希望刺激免疫系統來摧毀癌細胞。癌症疫苗正朝向乳癌、肺癌、結腸癌、皮膚癌、腎癌、攝護腺癌和其他癌症發展。
另外一種方法是在病人體內直接進行殺死癌細胞的動作，就是利用溶瘤病毒。以一種治療黑色素瘤的藥物 talimogene laherparepvec，一種經過加工的簡單皰疹病毒在腫瘤細胞內複製，並且表現免疫促進蛋白GM-CSF。這增加了對抗腫瘤的免疫反應，因為這種病毒造成細胞裂解，並且呈現腫瘤特定抗原。

## 臨床試驗
在濾泡性淋巴瘤的第3期臨床試驗中，研究者報導了相較於控制組的30.6個月，BiovaxID 給予者平均延壽了44.2個月。
在2009年4月14日，Dendreon公司宣布一種攝護腺癌疫苗Sipuleucel-T，進行第3期臨床試驗後，大幅增加病患存活率。這得到美国食品药品监督管理局 於2010/4/10許可用於進階攝護腺癌治療。
在2008年4月8日，紐約公司Antigenics宣布他們已經在俄羅斯得到癌症治療疫苗的許可上市。這是全世界第一個被核准的癌症免疫治療。Oncophage，這種癌症疫苗在地3期臨床試驗中增加了「沒有復發的病人存活率」大約一年多一點左右。這項核准的樣本是一群有中度程度復發風險的腎臟癌病人。不過，它還是在等待美國和歐盟的核准上市， 在這之前，它也要經過FDA的試驗。
第3期臨床暫時結果顯示talimogene laherparepvec對黑色素瘤的抗癌效果相對於只注射GM-CSF更具顯著意義。

## 理想特性
癌症疫苗尋找腫瘤特殊抗原的標記，而這些標記和自體蛋白不同。因此需要適當的佐劑來活化抗原呈現細胞並進行免疫反應。卡介苗，一種鋁礬鹽加上角鯊烯、油、水乳化劑已經在臨床上被許可。一個有效的疫苗需要刺激長期的記憶性來防止癌症復發。有些科學家聲稱先天免疫系統和后天免疫系统都需要被活化才能消除全部腫瘤。

## 抗原候選者
癌症抗原被分成兩大部分，一種是「共通」腫瘤抗原；另一種是「特殊」腫瘤抗原。共通抗原在許多癌症上都可以發現，而特殊抗原是來自物理性或化學性致癌因子造成的突變，因此，他們在不同腫瘤上表現不同特徵。
在一種疫苗製作方法中，疫苗包含完整的腫瘤細胞，然而這種疫苗在誘導免疫反應上效率不高。另一種方法就是疫苗內有特定的抗原，這種疫苗會降低遭成自體免疫疾病的風險，但缺點是，癌症細胞只要減少該抗原的表現便可以逃避此疫苗的攻擊。有一種免疫過程叫做「抗原表位轉移」或許可以消除這個弱點，因為在這個過程中，雖然只注入單一抗原，但免疫系統可以藉著B細胞的幫助對抗許多不同的抗原
舉例來說，因為Hsp70在抗原呈現中扮演了很重要的角色，這包含腫瘤抗原呈現。 所以這種蛋白已經被視為一種很有效的佐劑

## 研究建議
在2009年1月，一篇文章作了以下幾點建議：
- 疫苗的治療應該要以「造成低疾病負擔」為導向。
- 進行隨機第2期臨床試驗，這樣才能讓第三期試驗的檢力夠大(1-beta值)。
- 不要在隨機試驗中，將佐劑值皆視為對罩組(類似 placebo)。因為疫苗的目標在於取代標準治療程序，並創造一個良好的免疫治療。佐劑可能會有低度的臨床效果來使的試驗產生假陰性的結果。
- 在做治療時，應該依據臨床數據，而非免疫反應程度來做調整。「時間-事件」的關係對於臨床診斷是很有價值的。
- 從一開始製作疫苗時便應該設計「調節反應強度」的方法；疫苗的生產或是產品的化驗要在早期就投資。

## 外部連結
- 重建癌症疫苗的信心 （页面存档备份，存于） （不能讓腫瘤縮小，只能稍為延長病患的壽命）